# Liste jiddischer Zeitungen und Zeitschriften

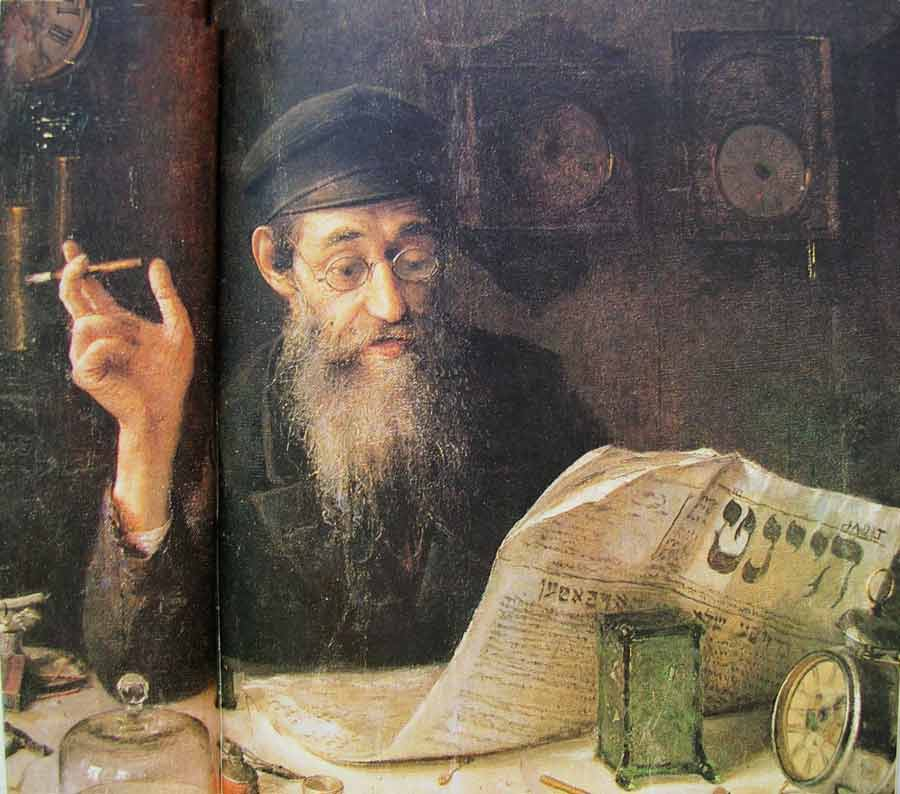
Jehuda Pen, Der Uhrmacher, 1914, liest den Hajnt.

Diese Liste enthält bestehende und ehemalige Zeitungen und Zeitschriften in jiddischer Sprache in Auswahl.

## Geschichte

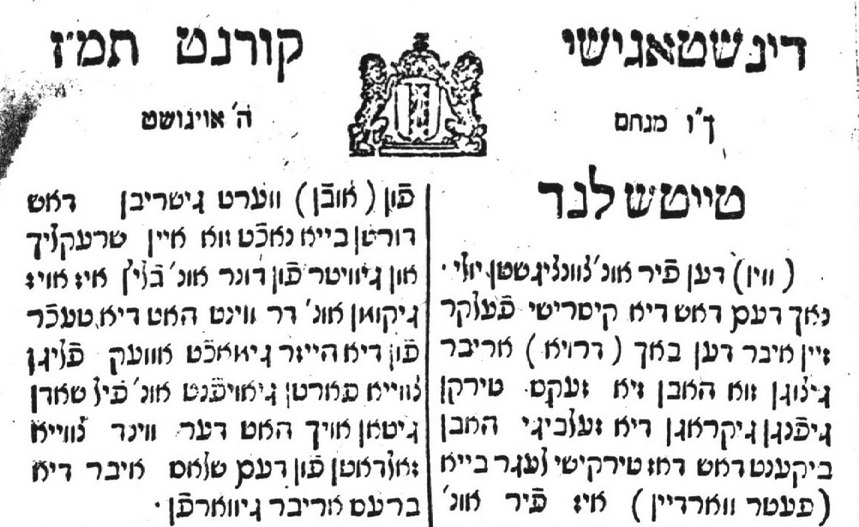
Der Dinstagische Kurant, 1687

1686 erschien in Amsterdam der Dinstagische und der Freitagische Kurant als erste Zeitung in jiddischer Sprache weltweit.
Es folgten Diskursn fun di naye kehile (1797–1798, Amsterdam), Der beobakter an der Wejksel (1823–1824, Warschau), Korot Haitim (1855–1871, Iaşi) und Kol mevaser (1862–1872, Odessa).
In den USA entwickelte sich der Forverts seit 1897 zur führenden jiddischen Tageszeitung. Nach 1900 entstanden zahlreiche weitere  Zeitungen und Zeitschriften in jiddischer Sprache, vor allem im Russischen Reich mit den Hauptpublikationsorten Wilna und Warschau und in weiteren Großstädten. Diese wurden häufig von sozialistischen oder zionistischen Organisationen herausgegeben.
Auch nach 1919 erschienen solche Zeitungen und Zeitschriften in den neuen Ländern Sowjetunion, Polen und Litauen. In Deutschland gab es in den frühen 1920er Jahren  einige kurzlebige jiddische Zeitschriften, ebenso in Österreich.
Nach 1939 wurde New York das wichtigste Zentrum jiddischer Publizistik weltweit, auch in Polen, der Sowjetunion und weiteren Ländern erschienen danach einige jiddische Zeitschriften.
Um 2010 gab es noch über 30 jiddische Periodika, 2022 waren es weniger als 10.

## Erläuterungen
Die Zeitungen und Zeitschriften sind in hebräischer Schrift geschrieben. Deshalb gibt es verschiedene Varianten der Transliteration.
Zum Beispiel (englisch/deutsch/polnisch) sh/sch/sz; kh/ch/ch; y/j/j usw.

## Bestehende Zeitungen und Zeitschriften
Im Jahr 2022 waren noch fünf jiddische Zeitungen und Zeitschriften feststellbar.
USA
- Der Blatt, New York, Wochenzeitung
- Di Tzeitung, New York, Wochenzeitung mit liberal-demokratischer Ausrichtung
- Der Yid, New York, Wochenzeitung

Polen
- Dos Jidisze Wort, monatliche Literaturzeitschrift, zweisprachig, auch in Polnisch

Schweden
- Yidishland, Lund, seit 2018, vierteljährliche Literaturzeitschrift

## Ehemalige Zeitungen und Zeitschriften

### Übersicht
In der Vergangenheit gab es zahlreiche jiddische Zeitungen und Zeitschriften, vor allem im Russischen Reich mit dem heutigen Polen und Litauen und in den USA.
Die Unterteilung gliedert sich nach heutigen Ländergrenzen.

### Polen
- Arbeiter Fragen, Zeitschrift
- Der arbeyter, 1905, Warschau, Zeitschrift
- Arbeiterstimme, 1897–1905, 1917–etwa 1939
- Białystoker Stern/Белостокер Штерн, Białystok
- Folks-Sztyme (Volksstimme), 1939, dann 1946–etwa 1950, Łôdź; dann etwa 1951–1991, Warschau
- Folkstsaytung, 1921–1939, Warschau
- Forojs/Foroys, 1937–1939, Warschau, Literaturzeitschrift des Allgemeinen Jüdischen Arbeiterbundes
- Hajnt/Haynt (Heute), 1906–1939, Warschau, wichtigste jiddische Tageszeitung in Polen
- In Kampf (Im Kampf), Warschau
- Literarisze bleter, Warschau
- Dos jidysze arbeterwort, 1906–1907, Warschau
- Dos Jidisze Wort (Slowo Zydowskie), Warschau, Monatszeitschrift, besteht noch
- Dos Licht/Dos Likht (Das Licht), Krakau
- Literarishe bleter, Warschau, Literaturzeitschrift
- Lodzsher Togblat, 1908–1936, Łódź
- Lodzer veker, Łódź
- Naye Folkstsaytung
- Di royte fon (Die rote Fahne), 1906
- Unser Tsait (Unsere Zeit), Warschau
- Wloclawker Weker, um 1920–1939, Włocławek

### Litauen
- Der arbeyter, 1902–1905, Wilna, Zeitschrift
- Arbeter Tsajtung/Arbeter Zeitung (Arbeiterzeitung), Kaunas
- Folks-shtime, Wilna
- Forverts, 1906–1907, Wilna, Zeitschrift
- Flugblat, 1915–1916, Wilna
- Der Nayer Veg (Der neue Weg), Wilna
- Der proletarisher gedank, 1906–1907, Wilna
- Di royte fon (Die rote Fahne), 1920, Wilna
- Der Yidisher Arbeyter (Der jüdische Arbeiter), Wilna
- Undzer Veg (Unser Weg), Wilna
- Dos Vort (Das Wort), Wilna

### Ukraine
- Folks-shtime, Kiew
- Kol mevaser (Der Herold), 1862–1872, Odessa, eine der ältesten jiddischen Zeitschriften
- Komunistishe fon (Kommunistische Fahne), 1919–1924, Kiew
- Mameloschn (Muttersprache), Odessa
- Munkatsher Humorist, Munkatsch
- Naie Tsait / Naye tsayt (Neue Zeit), 1917–1919, Kiew

- Di Rojte Welt (Die rote Welt), Charkiw
- Der Schtern, 1925–1941, Charkiw
- Unzer Lebn, vor 1908– ?, Odessa
- Dos Jidische Licht/Dos Yidishe Likht (Das jüdische Licht), Kolomyja

### Belarus
- Grodner Sztyme (Grodner Stimme), um 1920–1939, Grodno/Hrodna
- Oktjabr/Oktyabr (Oktober), 1918–1941, Minsk
- Der Royter Shtern (Der rote Stern), 1920–1923, Wizebsk
- Der yidisher komunist, 1919, Gomely/Homel

### Russland
- Birobidschaner Stern, Birobidschan, Autonome Jüdische Sowjetrepublik, Monatszeitschrift
- Der Emes / Дер Эмес, 1918–1939,  Petrograd, dann Moskau
- Ejnikajt / Эйникайт, Presseorgan des Jüdischen Antifaschistischen Komitees in der Sowjetunion
- Der Fraind, 1903, St. Petersburg
- Heymland (Heimat), vor 1948–1961, Moskau
- Der Nayer Fraynd (Der neue Freund), vor 1918, Moskau
- Oktjabr, nach 1918
- Der Proletarisher Gedank, Moskau
- Sovetish (Sowjetische)
- Sovetish Heymland (Sowjetische Heimat), um 1961–1991, Moskau, Literaturzeitschrift

- Di Tsait / Di Tsayt (Die Zeit), 1913–1914, St. Petersburg
- Di varhayt, 1918, St. Petersburg
- Dos vort, 1914, St. Petersburg
- Jidisches Folksblat, 1881–1889, St. Petersburg, von Aleksander Zederbaum, Tageszeitung
- Di Yidishe Gas/Ди идише гас (Die Jüdische Gasse), 1993–1999, Moskau, Literaturzeitschrift, Nachfolgerin von Sovetish Heymland

### Rumänien
- Folksblat, Bukarest
- Korot Haitim, 1855–1871, Iaşi, eine der ersten jiddischen Tageszeitungen

- Likht, 1913–1914, Iaşi, Zeitschrift
- Shoybn, um 1935, Bukarest, Literaturzeitschrift
- Der veker, 1896, Iaşi, Zeitung
- Die wokh, um 1935, Bukarest, Literaturzeitschrift

### Moldau
- Undzer Kol (Unsere Stimme), Chișinău

### Ungarn
- Yidishe Folkstsaytung, Szeged (1893–1913)

### Österreich
In Österreich gab es nur wenige jiddische Zeitschriften.
- Kritik, Wien, Literaturzeitschrift
- Maajan, Wien, hebräisch und jiddisch

### Deutschland
In Deutschland gab es nur in den frühen 1920er Jahren einige kurzlebige jiddische Zeitschriften, und in den ersten Nachkriegsjahren  sogar 150 ebenfalls mehr oder weniger kurzlebige Presseorgane. Denn Jiddische Presse hatte in Deutschland vom 4. Mai 1945 bis 28. Dez. 1950 große Bedeutung unter jüdischen Holocaust-Überlebenden und -Entkommenen in Deutschland – in der Amerikanischen Zone z. B. zählten die meisten von ihnen zu den „displaced persons“, für die es Gemeinschaftunterkünfte gab, und viele dort hofften auf die Gründung Israels, um es als neue Heimat wählen zu können.
- Milgroim, 1922–1924, Berlin 6 Ausgaben, Literaturzeitschrift, mit paralleler hebräischer Ausgabe Rimon
- Undzer Veg, München 1945–1950, 290 Ausgaben, Organ des Tsentṛal Kọmitẹt ̣fun di Bafreytẹ Yidn in Bayern, Daytṣhland[5]
- Jidisze Sport Cajtung, München 1947–1948, beliebte Sportzeitung des Verbandes jüdischer Turn- und Sportvereine, v. a. über ihre Fußball-Ligen und -Meisterschaften.

### Niederlande
- Diskursn fun di naye kehile / Diskoersen foen di naye kehile, 1797–1798, Amsterdam, Wochenzeitung, zweitälteste jiddische Zeitung
- Dinstagische Kurant und Freitagische Kurant, 1686–1687, Amsterdam, älteste jiddische Zeitschrift weltweit
- Grine Medine, 2000–2022, Amsterdam, Literaturzeitschrift

### Belgien
- Unzer Kamf, 1941–1942
- Unzer Wort, 1941–1942

### Frankreich
- Kiyoum (Existenz), Paris
- Naye Presse, 1934–1993
- Unzer Shtimè/Notre voix (Unsere Stimme), Paris
- Pariser Hajnt / Pariser Haynt (Pariser Heute)
- Unzer Wort, bis 1996, letzte jiddische Tageszeitung weltweit
- Der Yidisher arbeyter, 1911–1914, Paris
- Yidishe Heftn/Les Cahiers Yiddish (Jüdische Hefte), Paris
- Der Yidisher Tamtam

### Großbritannien
- Der arbeyter, 1898–1901, London
- Arbeter Fraynd, 1885–1914, London
- Dos Fraye Vort, 1898, Liverpool
- Germinal, 1900–1903, 1905–1908, London, Zeitschrift

- The Jewish Tribune, London, englisch und jiddisch
- Der Poylisher Yidl (Der polnische Jude), 1884, London
- Di proletarishe velt, 1902-, London
- Teglicher Ekspress (Daily Express), 1905, London
- Yidish Pen, 1994–1998, Oxford, Literaturzeitschrift
- Die Zeit (The Times), 1910–1951, London

### USA
- Afn Shvel (Auf der Schwelle), 1957–, New York, Zeitschrift
- Algemeiner Journal (Allgemeines Journal), New York, jetzt auf Englisch
- Dee Voch (Die Woche) New York
- Der Bay, (Die Bucht), San Mateo
- Der Blik (Der Blick), New York
- Der Blitz, New York
- Der Events, New York
- Der Shpaktiv, New York
- Der Shtern (Der Stern),
- Der Tog (Der Tag), New York
- Di Tsayt / The Time (Die Zeit), New York
- Di Tsukunft (Die Zukunft), New York, 1892–um 2010, Literaturzeitschrift
- Dos Abend Blatt (Das Abendblatt), New York
- Forverts (The Forward / Vorwärts), New York, 1897–um 2010, viele Jahre die wichtigste jiddische Zeitung in den USA
- Heshbon, Los Angeles
- Kinderlich (Kindermagazin der „Yiddish Tribune“), New York
- Kindline (Kindlein), New York
- Kultur un Lebn, New York, Kulturzeitschrift
- Luach Hatzibur (tägliches Mitteilungsblatt), New York (hebräisch!)

- Maalos / Maylos, New York, Frauenzeitschrift
- Moment, New York, Wochenzeitschrift
- Morgen Freiheit / (Morning Freedom), New York
- Pakn Treger, Amherst
- Tzeitshrift (Zeitschrift), New York
- The Vinkl’s Voice, Boulder
- Unser Tsait (Unsere Zeit)
- Vayter (Fighter?) (Studentenzeitschrift des „Vorwärts“), New York
- Yidisher Tribune / Yiddish Tribune, New York, Wochenzeitschrift
- Yidishe Vort, New York
- Yidisher Kemfer (Jüdischer Kämpfer), New York

### Kanada
- Dos Bletl (Das Blättchen), Toronto
- Di hamiltoner yidishe shtime, 1933–1943, Hamilton
- Der Moment (The Moment), Montreal, Wochenzeitung
- Keneder Adler, 1907–1977, Montreal, Zeitschrift
- Keneder Yiddische Vochenblat (Kanadisches jiddisches Wochenblatt), Toronto

### Mexiko
- Idish Lebn, Mexico Ciudad,
- Dos Naye Dor (Das neue Tor), Mexiko-Stadt
- Radikaler Arbeter Tzenter
- Unzer Leben

### Argentinien
- Dorem Amerike, 1926–1927, Buenos Aires
- Dos fraye vort (Das freie Wort), Buenos Aires
- Naivelt, 1927–1930, Buenos Aires
- Der royter shtern, 1923–1934, Buenos Aires
- Unser Gedank, Buenos Aires
- Der Viderkol (Der Widerhall), 1898 – ?, Buenos Aires

### Uruguay
- Folksblat, 1930er Jahre, Montevideo

### Japan
- Der Yapanisher Yid (Der Japanische Jude), Tokio

### Australien
- Melburner Bleter (Melbourner Blätter), Melbourne

### Israel
- Beleichtungen (Beleuchtungen); früher Dos Yiddishe Licht, Jerusalem
- Di goldene keyt, 1948–?, Tel Aviv
- Heymish (Familiar), Tel Aviv
- Israel Shtime, 1956–1997
- Kind un Keyt, Jerusalem, Kinderzeitschrift
- Lebnsfragn (Lebensfragen), 1951–2014, Tel Aviv
- Letste Nayes (Letzte Neuigkeiten), Tel Aviv
- Naye Vegn (Neue Wege), 1991–um 2000, Tel Aviv
- Problemen, Tel Aviv
- Toplpunkt (Doppelpunkt), Tel Aviv
- Die Woch, 1959–
- Yerusholaimer Almanakh (Jerusalemer Almanach), Jerusalem
- Dos Yiddishe Licht, später Beleichtungen